# Berliet VAP
Der Berliet VAP war ein Pkw-Modell des Fahrzeugherstellers Berliet in Lyon aus dem Jahr 1930. Er gehörte zur Oberklasse der damals in Frankreich hergestellten Pkw.

## Geschichte
Der Typ Berliet VAP erhielt seine allgemeine Betriebserlaubnis am 2. April 1930. Sein Motor war ein Sechszylinder mit etwa 6 Liter Hubraum. Einen größeren Hubraum hatten damals (1930) in Frankreich nur der Renault Reinastella, der Bugatti Royale und der Hispano-Suiza H 6. Des Berliet VAP wird indessen in der zeitgenössischen allgemein zugänglichen Fachliteratur nirgendwo erwähnt. Der Wagen wurde offenbar auch auf dem Pariser Autosalon nie ausgestellt. Er blieb wahrscheinlich ein nicht in den Handel gelangtes Einzelexemplar, vielleicht reserviert für den Chef des Hauses, Marius Berliet.

## Technik
Von den technischen Daten des Fahrzeugs ist nur wenig bekannt. Sein Chassis (ohne Karosserie) hatte ein Gewicht von 2090 kg. Steuerlich war das Fahrzeug mit 34 CV eingestuft, die bei 1600/min entwickelte Höchstleistung wird – wie damals in Frankreich üblich – nicht genannt, dürfte aber bei mindestens 100 PS gelegen haben. Im Übrigen wird auf die in der Info-Box genannten Daten verwiesen.

### Originalquellen
Eine Publikation, in der alle vor 1945 gebauten Berliet-Typen individuell abgehandelt wären, gibt es nicht. Neben der unten erwähnten Literatur wurde auf die folgenden in der Fondation Berliet verwahrte Originalunterlagen zurückgegriffen:
- "Fiches des Mines": Es sind die Werksunterlagen zur Erteilung einer allgemeinen Betriebserlaubnis, hierfür ist in Frankreich der „Inspecteur des mines“ sachlich zuständig. Diese Unterlagen sind im Berliet-Archiv chronologisch geordnet und nummeriert. Nicht zu jedem Typ bzw. jeder Variante gibt es entsprechende Unterlagen, teils, weil sie wohl als Untervarianten eines anderen Typs verstanden wurden, für den eine gesonderte Erlaubnis nicht erforderlich war, teils wohl, weil diese Unterlagen im Laufe der letzten 100 Jahre verloren gegangen sind. Bei Militärtypen gibt es Hinweise, dass eine Betriebserlaubnis direkt durch militärische Dienststellen erfolgte, was entsprechende „fiches des mines“ überflüssig machte. Die Quellenbezeichnung lautet: „Fiches No. …“

### Sonstige Quellen
- René Bellu, Toutes les voitures Françaises 1930, in Automobilia Hors-Serie No.74, Paris 2005, zit. als „Bellu 1930“
- René Bellu, Toutes les voitures Françaises 1931, in Automobilia Hors-Serie No.90, Paris 2008, zit. als „Bellu 1931“
- Monique Chapelle: Berliet. 1. Auflage. EMCE, Saint-Chamond 2016, ISBN 978-2-35740-049-8.